# Lista de prêmios e indicações recebidos por Halo 4
Esta é uma lista de prêmios e indicações recebidos por Halo 4 e sua web série homônima complementar, um jogo eletrônico de tiro em primeira pessoa desenvolvido pela 343 Industries e publicado pela Microsoft Studios. A história de Halo 4 segue um supersoldado humano aprimorado ciberneticamente, Master Chief, e sua inteligência artificial constrói Cortana, enquanto encontram ameaças desconhecidas enquanto exploram o planeta de uma antiga civilização. O título foi anunciado oficialmente em foram anunciados oficialmente em 6 de junho de 2011 durante a Electronic Entertainment Expo (E3) daquele ano, rapidamente se tornando um dos títulos mais antecipados para o ano seguinte. Halo 4 foi a primeira entrada da "Saga Reclaimer" dos jogos Halo e o primeiro jogo principal a não ser desenvolvido pela criadora original da franquia, Bungie.
Lançado em 6 de novembro de 2012 exclusivamente para o Xbox 360, Halo 4 recebeu análises "geralmente favoráveis" dos críticos, de acordo com o agregador de resenhas Metacritic; foi o jogo de Xbox 360 com a décima sétima maior pontuação no Metacritic em 2012, e o quadragésimo segundo com a maior pontuação no geral naquele ano. O jogo foi um grande sucesso comercial, arrecadando mais 220  milhões de dólares em 24 horas após seu lançamento e 300 milhões de dólares em sua semana de estreia—um recorde para a franquia. Mais de um milhão de pessoas jogaram Halo 4 no Xbox Live nas primeiras 24 horas de seu lançamento. Com 9,75 milhões de cópias mundialmente, Halo 4 foi o quinto jogo mais vendido de 2012 e o quarto mais vendido em toda franquia, atrás de Halo 3, Halo: Reach e Halo 5: Guardians respectivamente.
Halo 4 e sua web série de ficção-científica Forward Unto Dawn lançada em conjunto com o jogo para promovê-lo, foram amplamente premiadas, com honrarias especiais principalmente para seus visuais, direção artística, trilha sonora, design de áudio, performances e enredo. Foi o jogo com maior número de indicações durante o Spike Video Game Awards 2012, vencendo as categorias de "Melhor Jogo de Xbox 360" e "Melhores Gráficos". O jogo recebeu oito indicações durante o Inside Gaming Awards 2012, vencendo nas categorias de "Jogo do Ano", "Melhor Multiplayer Competitivo" e "Melhor Design de Som". Durante o 16º D.I.C.E. Awards, o jogo venceu as categorias de "Excelência em Conectividade" e "Excelência em Engenharia Visual". Ele também recebeu várias outras nomeações em categorias de Jogo do Ano, vencendo na edição de 2012 do Titanium Awards, recebendo tal indicação também no Golden Joystick Awards e X-Play Awards. Halo 4: Forward Unto Dawn também recebeu prêmios complementares á Halo 4. A web série recebeu nove indicações durante o 3º Streamy Awards, atrás de MyMusic. Recebeu quatro prêmios, "Melhor Série Dramática", "Melhor Edição", "Melhor Design de Produção" e "Melhor Fotografia", também sendo indicada a "Série do Ano". A web série também venceu a categoria "Melhor Edição de Som: Entretenimento Episódico de Computação" no Motion Picture Sound Editors e foi indicada na categoria "Excelência em Design Principal" no Prémios Emmy do Primetime de 2013, marcando a primeira vez que uma produção de mídia baseada em videogames é indicada ao Emmy.
Além das premiações, Halo 4 também recebeu honrarias de publicações de jogos eletrônicos. A IGN nomeou o título como "Melhor Jogo de Xbox 360", "Melhor Jogo de Tiro no Xbox 360", "Melhores Gráficos no Xbox 360", "Melhor Áudio no Xbox 360", "Melhor Jogo Multiplayer no Xbox 360", "Melhor Jogo Multiplayer Geral", "Melhores Gráficos em Geral" e "Melhor Áudio em Geral". O jogo recebeu o prêmio de "Jogo de Tiro do Ano" pela GamesRadar, além de ter sido indicado a "Jogo do Ano". Na GameSpot's Best Games of 2012, o jogo recebeu o prêmio de "Melhor Jogo de Tiro", junto das indicações de "Jogo do Ano no Xbox 360" e "Jogo do Ano Geral". Halo 4 recebeu o prêmio de "Melhor Jogo de Tiro" e a 343 Industries recebeu o prêmio de "Desenvolvedora do Ano" pela OXM.

## Prêmios e indicações de premiações
| Premiação                       | Data                    | Categoria                                                     | Destinatário(s) | Resultado | Ref(s).       |
| ------------------------------- | ----------------------- | ------------------------------------------------------------- | --- | --------- | ------------- |
| Behind the Voice Actors Awards  | 29 de abril de 2013     | Melhor Performance Vocal Feminina em um Videogame             | Jen Taylor como Cortana | Indicada  | [ 5 ]         |
| British Academy Games Awards    | 5 de março de 2013      | Melhor Jogo de Ação                                           | Halo 4 | Indicado  | [ 6 ]         |
| British Academy Games Awards    | 5 de março de 2013      | Conquista Artística                                           | Scott Warner, Kenneth Scott | Indicados | [ 6 ]         |
| British Academy Games Awards    | 5 de março de 2013      | Conquista em Áudio                                            | Halo 4 | Indicado  | [ 6 ]         |
| British Academy Games Awards    | 5 de março de 2013      | Melhor Multiplayer Online                                     | Halo 4 | Indicado  | [ 6 ]         |
| D.I.C.E. Awards                 | 7 de fevereiro de 2013  | Jogo de Ação do Ano                                           | Halo 4 | Indicado  | [ 7 ]         |
| D.I.C.E. Awards                 | 7 de fevereiro de 2013  | Excelência em Direção de Arte                                 | Halo 4 | Indicado  | [ 7 ]         |
| D.I.C.E. Awards                 | 7 de fevereiro de 2013  | Excelência em Personagem - Masculino ou Feminino              | Jen Taylor como Cortana | Indicada  | [ 7 ]         |
| D.I.C.E. Awards                 | 7 de fevereiro de 2013  | Excelência em Conectividade                                   | Halo 4 | Venceu    | [ 7 ]         |
| D.I.C.E. Awards                 | 7 de fevereiro de 2013  | Excelência em Jogabilidade Online                             | Halo 4 | Indicado  | [ 7 ]         |
| D.I.C.E. Awards                 | 7 de fevereiro de 2013  | Excelência em Engenharia Visual                               | Halo 4 | Venceu    | [ 7 ]         |
| Game Audio Network Guild Awards | 28 de março de 2013     | Áudio do Ano                                                  | Neil Davidge, Kazuma Jinnouchi | Indicados | [ 8 ] [ 9 ]   |
| Game Audio Network Guild Awards | 28 de março de 2013     | Design de Som do Ano                                          | Halo 4 | Venceu    | [ 8 ] [ 9 ]   |
| Game Audio Network Guild Awards | 28 de março de 2013     | Melhor Álbum de Trilha Sonora                                 | Halo 4 | Indicado  | [ 8 ] [ 9 ]   |
| Game Audio Network Guild Awards | 28 de março de 2013     | Melhores Áudios em Cinemática                                 | Halo 4 | Venceu    | [ 8 ] [ 9 ]   |
| Game Audio Network Guild Awards | 28 de março de 2013     | Melhor Performance Vocal - Coral                              | “Atonement/Green and Blue” – Halo 4 | Indicado  | [ 8 ] [ 9 ]   |
| Game Critics Awards             | 26 de junho de 2012     | Melhor do Show                                                | Halo 4 | Indicado  | [ 10 ] [ 11 ] |
| Game Critics Awards             | 26 de junho de 2012     | Melhor Jogo de Console                                        | Halo 4 | Indicado  | [ 10 ] [ 11 ] |
| Game Critics Awards             | 26 de junho de 2012     | Melhor Jogo de Ação                                           | Halo 4 | Venceu    | [ 10 ] [ 11 ] |
| Game Critics Awards             | 26 de junho de 2012     | Melhor Jogo Multiplayer Online                                | Halo 4 | Venceu    | [ 10 ] [ 11 ] |
| Game Developers Choice Awards   | 27 de março de 2013     | Melhor Áudio                                                  | Halo 4 | Indicado  | [ 12 ]        |
| Game Developers Choice Awards   | 27 de março de 2013     | Melhor Tecnologia                                             | Halo 4 | Indicado  | [ 12 ]        |
| Game Developers Choice Awards   | 27 de março de 2013     | Melhores Artes Visuais                                        | Halo 4 | Indicado  | [ 12 ]        |
| Golden Joystick Awards          | 26 de outubro de 2012   | Único a se Observar                                           | Halo 4 | Indicado  | [ 13 ]        |
| Golden Joystick Awards          | 25 de outubro de 2013   | Jogo do Ano                                                   | Halo 4 | Indicado  | [ 14 ] [ 15 ] |
| Golden Joystick Awards          | 25 de outubro de 2013   | Estúdio do Ano                                                | 343 Industries | Indicado  | [ 14 ] [ 15 ] |
| Golden Joystick Awards          | 25 de outubro de 2013   | Melhor Narrativa                                              | Halo 4 | Indicado  | [ 14 ] [ 15 ] |
| Golden Joystick Awards          | 25 de outubro de 2013   | Melhor Multiplayer                                            | Halo 4 | Indicado  | [ 14 ] [ 15 ] |
| Golden Joystick Awards          | 25 de outubro de 2013   | Melhor Design Visual                                          | Halo 4 | Indicado  | [ 14 ] [ 15 ] |
| Golden Joystick Awards          | 25 de outubro de 2013   | Melhor Momento Gaming                                         | Halo 4 | Indicado  | [ 14 ] [ 15 ] |
| Golden Reel Awards              | 17 de fevereiro de 2013 | Melhor Edição de Som: Entretenimento Episódico Computacional  | Zach Seivers, Justin M. Davey, Rodrigo Ortiz-Parraga, Jared Neal, George Pereyra, Tobias Poppe, Charles Maynes, Andrew Scott Duncan                                    | Venceram  | [ 16 ]        |
| Golden Reel Awards              | 17 de fevereiro de 2013 | Melhor Edição de Som: Entretenimento Interativo Computacional | Mark Jasper, Sotaro Tojima, Tom Hays, Anthony Roza, Alicia Stevenson, Dawn Fintor, Noa Lothian, Kyle Fraser, Dutch Hill, Chris Pinkston, Lydian Tone, Kazuma Jinnouchi | Indicados | [ 16 ]        |
| Inside Gaming Awards            | 8 de dezembro de 2012   | Jogo do Ano                                                   | Halo 4 | Venceu    | [ 17 ] [ 18 ] |
| Inside Gaming Awards            | 8 de dezembro de 2012   | Melhor Multiplayer Competitivo                                | Halo 4 | Venceu    | [ 17 ] [ 18 ] |
| Inside Gaming Awards            | 8 de dezembro de 2012   | Melhor Design de Som                                          | Halo 4 | Venceu    | [ 17 ] [ 18 ] |
| Inside Gaming Awards            | 8 de dezembro de 2012   | Melhor Direção de Arte                                        | Halo 4 | Indicado  | [ 17 ] [ 18 ] |
| Inside Gaming Awards            | 8 de dezembro de 2012   | Melhor Animação                                               | Halo 4 | Indicado  | [ 17 ] [ 18 ] |
| Inside Gaming Awards            | 8 de dezembro de 2012   | Melhor Trilha Sonora Original                                 | Neil Davidge, Kazuma Jinnouchi | Indicados | [ 17 ] [ 18 ] |
| Inside Gaming Awards            | 8 de dezembro de 2012   | Melhor Cinematografia                                         | Halo 4 | Indicado  | [ 17 ] [ 18 ] |
| Inside Gaming Awards            | 8 de dezembro de 2012   | Melhor Design de Personagem                                   | Halo 4 | Indicado  | [ 17 ] [ 18 ] |
| NAVGTR Awards                   | 24 de março de 2013     | Melhor Controle de Design - Jogo 3D                           | Halo 4 | Indicado  | [ 19 ]        |
| NAVGTR Awards                   | 24 de março de 2013     | Melhor Performance Dramática - Principal                      | Mackenzie Mason como Rosto de Cortana | Indicada  | [ 19 ]        |
| NAVGTR Awards                   | 24 de março de 2013     | Melhor Iluminação/Textura                                     | Halo 4 | Indicado  | [ 19 ]        |
| NAVGTR Awards                   | 24 de março de 2013     | Melhor Trilha Sonora Dramática Original - Franquia            | Neil Davidge, Kazuma Jinnouchi | Indicados | [ 19 ]        |
| NAVGTR Awards                   | 24 de março de 2013     | Melhores Efeitos Sonoros                                      | Halo 4 | Venceu    | [ 19 ]        |
| New York Game Awards            | 5 de fevereiro de 2013  | Melhor Atuação Geral                                          | Jen Taylor como Cortana | Indicada  | [ 20 ]        |
| Primetime Emmy Awards           | 22 de setembro de 2013  | Excelência em Design Principal                                | Heiko Schneck, Fabian Poss, Csaba Letay, Jan Bitzer | Indicados | [ 21 ]        |
| Spike Video Game Awards         | 10 de dezembro de 2011  | Jogo Mais Antecipado                                          | Halo 4 | Indicado  | [ 22 ]        |
| Spike Video Game Awards         | 7 de dezembro de 2012   | Estúdio do Ano                                                | 343 Industries | Indicado  | [ 23 ]        |
| Spike Video Game Awards         | 7 de dezembro de 2012   | Melhor Jogo de Xbox 360                                       | Halo 4 | Venceu    | [ 23 ]        |
| Spike Video Game Awards         | 7 de dezembro de 2012   | Melhor Jogo de Tiro                                           | Halo 4 | Indicado  | [ 23 ]        |
| Spike Video Game Awards         | 7 de dezembro de 2012   | Melhor Jogo Multiplayer                                       | Halo 4 | Indicado  | [ 23 ]        |
| Spike Video Game Awards         | 7 de dezembro de 2012   | Melhor Trilha Sonora Original                                 | Neil Davidge, Kazuma Jinnouchi | Indicado  | [ 23 ]        |
| Spike Video Game Awards         | 7 de dezembro de 2012   | Melhores Gráficos                                             | Halo 4 | Venceu    | [ 23 ]        |
| Spike Video Game Awards         | 7 de dezembro de 2012   | Melhor Performance Feminina                                   | Jen Taylor como Cortana | Indicada  | [ 23 ]        |
| Spike Video Game Awards         | 7 de dezembro de 2012   | Personagem do Ano                                             | Steve Downes como Master Chief | Indicado  | [ 23 ]        |
| Streamy Awards                  | 17 de fevereiro de 2013 | Escolha da Audiência para Série do Ano                        | Halo 4: Forward Unto Dawn | Indicado  | [ 24 ]        |
| Streamy Awards                  | 17 de fevereiro de 2013 | Melhor Série de Drama                                         | Joshua Feldman, Lydia Antonini | Venceram  | [ 24 ]        |
| Streamy Awards                  | 17 de fevereiro de 2013 | Melhor Série de Ação ou Ficção-Científica                     | Joshua Feldman, Lydia Antonini | Indicados | [ 24 ]        |
| Streamy Awards                  | 17 de fevereiro de 2013 | Melhor Roteiro: Drama                                         | Todd Helbing, Aaron Helbing | Indicados | [ 24 ]        |
| Streamy Awards                  | 17 de fevereiro de 2013 | Melhor Performance Masculina - Drama                          | Tom Green como Thomas Lasky | Indicado  | [ 24 ]        |
| Streamy Awards                  | 17 de fevereiro de 2013 | Melhor Performance Feminina - Drama                           | Anna Popplewell como Chyler Silva | Indicada  | [ 24 ]        |
| Streamy Awards                  | 17 de fevereiro de 2013 | Melhor Design de Produção                                     | Kasra Farahani | Venceu    | [ 24 ]        |
| Streamy Awards                  | 17 de fevereiro de 2013 | Melhor Cinematografia                                         | Brett Pawlak | Venceu    | [ 24 ]        |
| Streamy Awards                  | 17 de fevereiro de 2013 | Melhor Edição                                                 | Michael Louis Hill | Venceu    | [ 24 ]        |
| Titanium Awards                 | 29 de novembro de 2012  | Jogo do Ano                                                   | Halo 4 | Venceu    | [ 25 ] [ 26 ] |
| Titanium Awards                 | 29 de novembro de 2012  | Melhor Jogo de Xbox 360                                       | Halo 4 | Venceu    | [ 25 ] [ 26 ] |
| Titanium Awards                 | 29 de novembro de 2012  | Melhor Jogo de Ação                                           | Halo 4 | Indicado  | [ 25 ] [ 26 ] |
| Titanium Awards                 | 29 de novembro de 2012  | Melhor Trilha Sonora                                          | Neil Davidge, Kazuma Jinnouchi | Indicados | [ 25 ] [ 26 ] |
| Visual Effects Society Awards   | 5 de fevereiro de 2013  | Melhor Cinematografia Virtual em um Programa ou Comercial     | Steven Chen, Phil Dakin, Paul Stodolny | Indicados | [ 27 ]        |
| Visual Effects Society Awards   | 5 de fevereiro de 2013  | Melhores Efeitos visuais em Tempo Real em um Videogame        | Mike Cronin, Brien Goodrich, Kenneth Scott | Indicados | [ 27 ]        |
| Writers Guild of America Awards | 17 de fevereiro de 2013 | Excelência na Escrita de um Videogame                         | Christopher Schlerf | Indicado  | [ 28 ]        |
| X-Play Awards                   | 5 de dezembro de 2012   | Jogo do Ano                                                   | Halo 4 | Indicado  | [ 29 ]        |
| X-Play Awards                   | 5 de dezembro de 2012   | Melhor Jogo Multiplayer                                       | Halo 4 | Indicado  | [ 29 ]        |
| X-Play Awards                   | 5 de dezembro de 2012   | Melhor Jogo Multiplayer Cooperativo                           | Halo 4 | Indicado  | [ 29 ]        |
| X-Play Awards                   | 5 de dezembro de 2012   | Melhor Jogo de Tiro                                           | Halo 4 | Venceu    | [ 29 ]        |
| X-Play Awards                   | 5 de dezembro de 2012   | Melhor Direção de Arte                                        | Halo 4 | Indicado  | [ 29 ]        |

## Honrarias de publicações
| Publicação    | País           | Honraria/Lista                                        | Resultado | Ref(s). |
| ------------- | -------------- | ----------------------------------------------------- | --------- | ------- |
| Game Informer | Estados Unidos | Jogo do Ano                                           | Indicado  | [ 30 ]  |
| Game Informer | Estados Unidos | Escolha dos Leitores: Jogo do Ano                     | Venceu    | [ 30 ]  |
| Game Informer | Estados Unidos | Melhor Jogo de Tiro                                   | Venceu    | [ 30 ]  |
| Game Informer | Estados Unidos | Escolha dos Leitores: Melhor Jogo de Tiro             | Indicado  | [ 30 ]  |
| Game Informer | Estados Unidos | Melhor Multiplayer Competitivo                        | Venceu    | [ 30 ]  |
| Game Informer | Estados Unidos | Melhor Exclusivo de Xbox 360                          | Venceu    | [ 30 ]  |
| Game Informer | Estados Unidos | Melhores Mapas Multiplayer                            | Venceu    | [ 31 ]  |
| Game Informer | Estados Unidos | Melhor Áudio                                          | Venceu    | [ 31 ]  |
| Game Informer | Estados Unidos | Melhor Inteligência Artificial Inimiga                | Venceu    | [ 31 ]  |
| Game Informer | Estados Unidos | Melhores Gráficos                                     | Venceu    | [ 31 ]  |
| GamesRadar    | Estados Unidos | Jogo de Tiro do Ano                                   | Venceu    | [ 32 ]  |
| GamesRadar    | Estados Unidos | Jogo do Ano                                           | Indicado  | [ 32 ]  |
| GameSpot      | Estados Unidos | Jogo de Tiro do Ano                                   | Venceu    | [ 33 ]  |
| GameSpot      | Estados Unidos | Jogo do Ano para Xbox 360                             | Indicado  | [ 34 ]  |
| GameSpot      | Estados Unidos | Jogo do Ano Geral                                     | Indicado  | [ 35 ]  |
| IGN           | Estados Unidos | E3: Melhor Jogo do Evento                             | Indicado  | [ 36 ]  |
| IGN           | Estados Unidos | E3: Melhor Jogo de Xbox 360                           | Venceu    | [ 36 ]  |
| IGN           | Estados Unidos | E3: Melhor Jogo de Ação                               | Indicado  | [ 36 ]  |
| IGN           | Estados Unidos | E3: Melhor Jogo de Tiro                               | Venceu    | [ 36 ]  |
| IGN           | Estados Unidos | Melhores de 2012: Melhor Jogo Geral                   | Indicado  | [ 37 ]  |
| IGN           | Estados Unidos | Melhores de 2012: Melhor Jogo de Tiro para Xbox 360   | Venceu    | [ 38 ]  |
| IGN           | Estados Unidos | Melhores de 2012: Melhores Gráficos no Xbox 360       | Venceu    | [ 39 ]  |
| IGN           | Estados Unidos | Melhores de 2012: Melhor Áudio no Xbox 360            | Venceu    | [ 40 ]  |
| IGN           | Estados Unidos | Melhores de 2012: Melhor Enredo no Xbox 360           | Indicado  | [ 41 ]  |
| IGN           | Estados Unidos | Melhores de 2012: Melhor Jogo Multiplayer no Xbox 360 | Venceu    | [ 42 ]  |
| IGN           | Estados Unidos | Melhores de 2012: Melhor Jogo de Xbox 360             | Venceu    | [ 43 ]  |
| IGN           | Estados Unidos | Melhores de 2012: Melhor Jogo de Tiro Geral           | Indicado  | [ 44 ]  |
| IGN           | Estados Unidos | Melhores de 2012: Melhor Jogo Multiplayer Geral       | Venceu    | [ 45 ]  |
| IGN           | Estados Unidos | Melhores de 2012: Melhores Gráficos em Geral          | Venceu    | [ 46 ]  |
| IGN           | Estados Unidos | Melhores de 2012: Melhor Áudio em Geral               | Venceu    | [ 47 ]  |
| OXM           | Reino Unido    | Jogo do Ano                                           | Indicado  | [ 48 ]  |
| OXM           | Reino Unido    | Melhor Jogo de Tiro                                   | Venceu    | [ 49 ]  |
| OXM           | Reino Unido    | Melhor Multiplayer                                    | Indicado  | [ 50 ]  |
| OXM           | Reino Unido    | Melhor Vilão (The Didact)                             | Indicado  | [ 51 ]  |
| OXM           | Reino Unido    | Desenvolvedora do Ano (343 Industries)                | Venceu    | [ 52 ]  |